# Бињикур (Ардени)
Бињикур (фр. Bignicourt) насеље је и општина у североисточној Француској у региону Шампањ-Арден, у департману Ардени која припада префектури Ретел.
По подацима из 2004. године у општини је живело 66 становника, а густина насељености је износила 7,66 становника/km². Општина се простире на површини од 8,62 km². Налази се на средњој надморској висини од 109 метара.

## Демографија
| 1962. | 1968. | 1975. | 1982. | 1990. | 1999. | 2011. |
| ----- | ----- | ----- | ----- | ----- | ----- | ----- |
| 103   | 88    | 78    | 74    | 73    | 64    | 67    |

График промене броја становника у току последњих година